# 浅見秀一
浅見 秀一（あさみ ひでかず、1951年5月11日 - ）は日本中央競馬会 (JRA) 栗東トレーニングセンターに所属していた元調教師。元調教師の浅見国一（浅見國一）は実父。

## 略歴
1973年に父の浅見国一厩舎で騎手候補となり、1977年に調教助手となる。長らく父のもとで調教助手を務めていたが、1991年に調教師免許を取得し、翌1992年3月に厩舎を開業。
初出走は同年3月8日中京競馬第1競走のグローバルキティで7着、初勝利は同年3月14日中京競馬第7競走のアテヨーノクラウンでのべ4頭目であった。 1994年のアルゼンチン共和国杯をマチカネアレグロで制して重賞初勝利を挙げた。
1997年に父が定年引退となり、メジロブライトなどの管理馬を引き継いだ。そのメジロブライトが翌1998年の天皇賞（春）を勝ち、GI競走初勝利となった。
2022年2月28日付けで定年のため、調教師を引退した。
理由は不明であるが、JRAホームページのデータベース内の調教師で唯一、顔写真が掲載されていない人物である。

## 調教師成績
|            | 日付           | 競馬場・開催  | 競走名               | 馬名               | 頭数 | 人気 | 着順 |
| ---------- | -------------- | ------------- | -------------------- | ------------------ | ---- | ---- | ---- |
| 初出走     | 1992年3月8日   | 1回中京2日1R  | アラ系4歳上800万下   | グローバルキティ   | 10頭 | 6    | 7着  |
| 初勝利     | 1992年3月14日  | 1回中京3日7R  | 5歳上500万下         | アテヨーノクラウン | 16頭 | 3    | 1着  |
| 重賞初出走 | 1992年7月5日   | 1回札幌8日11R | 札幌記念             | ニックテイオー     | 13頭 | 7    | 2着  |
| 重賞初勝利 | 1994年11月19日 | 5回東京5日11R | アルゼンチン共和国杯 | マチカネアレグロ   | 14頭 | 2    | 1着  |
| GI初出走   | 1994年12月25日 | 5回中山8日9R  | 有馬記念             | マチカネアレグロ   | 13頭 | 7    | 10着 |
| GI初勝利   | 1998年5月3日   | 3回京都4日11R | 天皇賞（春）         | メジロブライト     | 14頭 | 2    | 1着  |

## 代表管理馬
太字はGI競走
- マチカネアレグロ（1994年アルゼンチン共和国杯）
- メジロブライト（1997年ステイヤーズステークス、1998年天皇賞（春）、アメリカジョッキークラブカップ、阪神大賞典、1999年日経新春杯）
- ヤマニンシュクル（2003年阪神ジュベナイルフィリーズ、2006年中山牝馬ステークス）
- ソングオブウインド（2006年菊花賞）
- レジネッタ（2008年桜花賞、2010年福島牝馬ステークス）
- スギノエンデバー（2012年北九州記念）
- クィーンズバーン（2012年阪神牝馬ステークス）
- ノーザンリバー（2011年アーリントンカップ、2013年カペラステークス、2014年東京盃、東京スプリント、さきたま杯、2015年さきたま杯）
- レインボーライン （2016年アーリントンカップ、2018年天皇賞 （春）、阪神大賞典）
- サングレーザー（2017年スワンステークス、2018年マイラーズカップ、札幌記念）

## おもな厩舎所属者
※太字は門下生。括弧内は厩舎所属期間と所属中の職分。
- 白浜雄造（1998年-2002年、2002年-2004年 騎手）
- 千田輝彦（2001年、2002年、2004年 騎手）
- 浅見恵一（2005年-2022年 調教助手）
- 林満明（2006年-2007年 騎手）
- 田中健（2007年-2015年 騎手）
- 鮫島克駿（2015年-2022年 騎手）